# Batalla d'Elixheim
La batalla d'Elixheim (18 de juliol de 1705), també coneguda com el Pas de les Línies de Brabant, fou una batalla de la Guerra de Successió Espanyola. El  duc de Marlborough va aconseguir trencar les línies franceses del Ducat de Brabant, que era un arc defensiu que s'estenia en un arc de setanta milles entre Anvers i Namur. Tot i que no va ser capaç de dur a terme una batalla decisiva, la ruptura i la posterior destrucció de les línies va resultar crucial per a la victòria aliada a Ramillies l'any posterior.

## Preludi
A principis de l'estació de campanyes Marlborough va intentar dur a terme una invasió de França, a la vall del Mosel·la. Aquest esforç fou bloquejat per una combinació d'escassetat de suport aliat i una excel·lent posició defensiva enfront Sierck i Marlborough i foren foragitats pels Estats Generals Holandesos quan Villeroi va atacar i prendre la fortalesa de Huy i va amenaçar Lieja. Després de recuperar Huy, Malborough va planejar trencar les línies franceses per a obligar a Villeroi a la batalla oberta.

## Desenvolupament tàctic
El vespre del 17 de juliol, Marlborough va enviar les tropes holandeses sota el mariscal Overkirk contra Namur. Mentrestant ell va marxar amb les seves tropes angleses i escoceses contra el petit poble d'Eliksem, a l'actual municipi de Landen, a on va trencar les línies franceses sense resistència. L'endemà, a primera hora, com que els homes d'Overkirk es van retirar cap al nord per a trobar-se amb les tropes de Marlborough, un destacament francès va atacar les tropes aliades des del sud. Els aliats van aconseguir guanyar aquesta intensa batalla.

## Conseqüències
Tot i que les tropes aliades no van poder perseguir els francesos degut al cansament, Marlborough encara esperava obligar a Villeroi a la batalla. Però, tot i els esforços que va a principis d'agost, els aliats no van poder fer la batalla degut al veto que va els diputats Holandesos, sobretot Slangenburg. The Duke was forced to content himself with the capture of the fortress of Leau and the levelling of the Lines of Brabant between Leau and the Meuse. El duc fou forçat a acontentar-se amb la captura de la fortalesa de Zoutleeuw i el fet d'haver trencat les línies franceses a Bravant entre Leau i la Mosel·la.